# Conner Rousseau
Conner Rousseau (ur. 13 listopada 1992 w Sint-Niklaas) – belgijski i flamandzki polityk, parlamentarzysta regionalny, w latach 2019–2023 i od 2024 przewodniczący flamandzkich socjalistów (Vooruit).

## Życiorys
Studiował prawo na Uniwersytecie w Gandawie. Dołączył do flamandzkiej Partii Socjalistycznej. Współpracował z Freyą Van den Bossche i Johnem Crombezem. Od 2017 był dyrektorem partii do spraw komunikacji. W 2019 uzyskał mandat posła do Parlamentu Flamandzkiego, po czym objął funkcję przewodniczącego frakcji deputowanych swojego ugrupowania. W listopadzie tego samego roku został wybrany na nowego przewodniczącego Partii Socjalistycznej. W okresie jego przywództwa partia w 2021 przyjęła nazwę Vooruit. W listopadzie 2023 zrezygnował z funkcji partyjnej; doszło do tego po tym, jak był krytykowany za oceniane jako rasistowskie uwagi pod adresem społeczności romskiej. W 2024 ponownie został wybrany do regionalnego parlamentu we Flandrii. W lipcu tegoż roku powrócił na funkcję przewodniczącego flamandzkich socjalistów.